# Ellesmere Port
Ellesmere Port è una città di 64.100 abitanti della contea del Cheshire, in Inghilterra.

## Storia
La città di Ellesmere Port fu fondata alla foce del mai completato canale di Ellesmere, che prende il nome dalla città di Ellesmere, nello Shropshire. Il canale (ora rinominato) fu progettato  da William Jessop e Thomas Telford come parte di un progetto per connettere i fiumi Severn, Mersey e Dee. Il canale doveva essere completato in sezioni. Nel 1795 fu inaugurata la sezione tra il fiume Mersey e il fiume Dee a Chester. Tuttavia, il canale non fu mai completato come inizialmente previsto; non raggiunse mai il fiume Severn. Dopo una rivalutazione, si decise che i costi per completare il progetto non sarebbero stati ripagati a causa di una diminuzione del traffico commerciale previsto. C'era stata una perdita di vantaggio competitivo causata dai progressi economici legati ai motori a vapore (a livello nazionale, regionale e locale) durante il primo decennio di costruzione del canale.
La legge del 1793 che autorizzava la costruzione del canale faceva riferimento alla sua connessione con il Mersey con la frase "vicino a Netherpool". In realtà, l'estremità nord del canale non fu costruita nel comune di Netherpool, ma nel comune vicino di Whitby, a est. Il paese che crebbe attorno al bacino del canale fu inizialmente conosciuto sia come "Ellesmere Port" che come "Whitby Locks".
Le prime abitazioni a Ellesmere Port sorsero attorno ai moli e la prima strada principale fu Dock Street, che ora ospita il National Waterways Museum. Station Road, che collegava i moli al villaggio di Whitby, si sviluppò anch'essa gradualmente e, poiché c'era bisogno di più negozi, alcune delle case divennero esercizi commerciali. Il principale datore di lavoro in questo periodo fu la Burnell's Iron Works, che era stata fondata alla fine del XIX secolo. Successivamente, nel 1905, fu fondata la Mersey Ironworks dalla Wolverhampton Corrugated Iron Company, che scelse Ellesmere Port per sfruttare i vicini porti di Birkenhead e Liverpool per il commercio internazionale dell'azienda. Inizialmente, 300 lavoratori e le loro famiglie provenienti da Wolverhampton e dalle aree circostanti si trasferirono nella fabbrica, stabilendosi in un villaggio operaio appositamente costruito chiamato "Wolverham". Con l'espansione delle aree industriali che sorsero attorno al canale e ai suoi moli, che attiravano sempre più lavoratori, la città stessa continuò a crescere.
A metà del XX secolo, grazie all'apertura del Manchester Ship Canal nel 1894 e della raffineria di petrolio di Stanlow negli anni '20, Ellesmere Port si era espansa tanto da includere come sobborghi i villaggi di Great e Little Sutton, Hooton, Whitby, Overpool e Rivacre. Il centro città si era spostato dall'area di Station Road/Dock Street a un'area che una volta era stata sede di un allevamento di cavalli attorno all'incrocio di Sutton Way/Stanney Lane e Whitby Road.
La pietra angolare per la Ellesmere Port Civic Hall fu posata dal presidente del Consiglio della Borough di Ellesmere Port, Horace Black, il 2 maggio 1953. Fu progettata in stile modernista e completata nel 1955. Gli uffici del Consiglio di Ellesmere Port furono costruiti appena a sud-ovest della civic hall e completati nel 1969.
Nel XX secolo, furono sviluppati numerosi nuovi quartieri residenziali, molti dei quali sui siti di ex fattorie come Hope Farm e Grange Farm. Molti quartieri erano costituiti sia da case popolari che da case e appartamenti di proprietà privata ed erano popolati dall'afflusso di immigrati provenienti da Liverpool. 
La domanda di abitazioni aumentò con l'apertura dello stabilimento automobilistico Vauxhall Motors nel 1962. Inizialmente aperto come fornitore di componenti per lo stabilimento di Luton, la produzione di automobili iniziò nel 1964 con la Vauxhall Viva. Lo stabilimento è ora l'unica fabbrica di automobili Vauxhall in Gran Bretagna, dopo la fine della produzione di automobili a Luton nel 2004 (dove vengono ancora prodotti veicoli commerciali). Oggi, Ellesmere Port produce il modello Vauxhall Astra su due turni, impiegando 2.500 persone.
A metà degli anni '80, fu costruito nel centro città il Port Arcades, un centro commerciale coperto. Negli anni '90, fu il settore del commercio piuttosto che quello industriale ad attrarre lavoratori e le loro famiglie nella città. Questo fu ulteriormente potenziato dalla costruzione del villaggio outlet Cheshire Oaks e del parco commerciale Coliseum, che includeva anche un cinema multiplex.

## Amministrazione

### Gemellaggi
- Reutlingen